# FC Bayern München in het seizoen 1978/79
Dit artikel beschrijft de prestaties van de Duitse voetbalclub FC Bayern München in het seizoen 1978/79.

## Spelerskern
| Naam                     | Nationaliteit            | Geboortedatum | Vorige club            |
| ------------------------ | ------------------------ | ------------- | ---------------------- |
| Keepers                  |                          |               |                        |
| Sepp Maier               | Bondsrepubliek Duitsland | 28-02-1944    | /                      |
| Walter Junghans          | Bondsrepubliek Duitsland | 26-10-1958    | Victoria Hamburg       |
| Anton Schrobenhauser     | Bondsrepubliek Duitsland | 09-08-1955    | /                      |
| Verdedigers              |                          |               |                        |
| Klaus Augenthaler        | Bondsrepubliek Duitsland | 26-09-1957    | /                      |
| Peter Gruber             | Bondsrepubliek Duitsland | 07-09-1952    | /                      |
| Udo Horsmann             | Bondsrepubliek Duitsland | 30-03-1952    | SpVgg Beckum           |
| Martin Jol               | Nederland                | 16-01-1956    | ADO Den Haag           |
| Hans-Josef Kapellmann    | Bondsrepubliek Duitsland | 19-12-1949    | 1. FC Köln             |
| Kurt Niedermayer         | Bondsrepubliek Duitsland | 25-11-1955    | Karlsruher SC          |
| Wolfgang Rausch          | Bondsrepubliek Duitsland | 30-04-1947    | Kickers Offenbach      |
| Hans-Georg Schwarzenbeck | Bondsrepubliek Duitsland | 03-04-1948    | /                      |
| Middenvelders            |                          |               |                        |
| Paul Breitner            | Bondsrepubliek Duitsland | 05-09-1951    | Eintracht Braunschweig |
| Bernd Dürnberger         | Bondsrepubliek Duitsland | 17-09-1953    | /                      |
| Uli Hoeneß               | Bondsrepubliek Duitsland | 05-01-1952    | /                      |
| Branko Oblak             | Joegoslavië              | 27-05-1947    | FC Schalke 04          |
| Karl-Heinz Wohland       | Bondsrepubliek Duitsland | 24-05-1953    | ATS Kulmbach           |
| Aanvallers               |                          |               |                        |
| Norbert Janzon           | Bondsrepubliek Duitsland | 21-12-1950    | Karlsruher SC          |
| Fritz Kloo               | Bondsrepubliek Duitsland | 05-09-1957    | /                      |
| Gerd Müller              | Bondsrepubliek Duitsland | 03-11-1945    | TSV Nördlingen         |
| Wilhelm Reisinger        | Bondsrepubliek Duitsland | 30-06-1958    | /                      |
| Karl-Heinz Rummenigge    | Bondsrepubliek Duitsland | 25-09-1955    | Borussia Lippstadt     |

- = Aanvoerder

### Technische staf
| Functie         | Naam                          | Nationaliteit            | Opmerking                          |
| --------------- | ----------------------------- | ------------------------ | ---------------------------------- |
| Coach           | Gyula Lóránt                  | Hongarije                | Ontslagen op 28 februari 1979.     |
| Assistent-coach | Pál Csernai                   | Hongarije                | Hoofdcoach vanaf 28 februari 1979. |
| Teamarts        | Hans-Wilhelm Müller-Wohlfahrt | Bondsrepubliek Duitsland |                                    |

## Resultaten
| Bundesliga | DFB-Pokal   |
| ---------- | ----------- |
|            |             |
| Vierde     | 1/32 finale |

## Uitrustingen
Hoofdsponsor: Magirus-Deutz

Sportmerk: adidas
| Thuis | Uit | Doelman |

## Transfers

### Zomer
| Naam             | Nationaliteit            | Van/naar               | Type     |
| ---------------- | ------------------------ | ---------------------- | -------- |
| Inkomend         |                          |                        |          |
| Paul Breitner    | Bondsrepubliek Duitsland | Eintracht Braunschweig | Gekocht  |
| Martin Jol       | Nederland                | ADO Den Haag           | Gekocht  |
| Uitgaand         |                          |                        |          |
| Alfred Arbinger  | Bondsrepubliek Duitsland | TeBe Berlin            | Verkocht |
| Eduard Kirschner | Bondsrepubliek Duitsland | SpVgg Greuther Fürth   | Verkocht |
| Rainer Künkel    | Bondsrepubliek Duitsland | 1. FC Saarbrücken      | Verkocht |
| Erhan Önal       | Turkije                  | Standard Luik          | Verkocht |
| Franz Roth       | Bondsrepubliek Duitsland | Casino Salzburg        | Verkocht |
| Vesely Schenk    | Bondsrepubliek Duitsland | MTV Ingolstadt         | Verkocht |
| Josef Weiß       | Bondsrepubliek Duitsland | Würzburger FV 04       | Verkocht |

### Oktober 1978
| Naam       | Nationaliteit            | Van/naar       | Type     |
| ---------- | ------------------------ | -------------- | -------- |
| Uitgaand   |                          |                |          |
| Uli Hoeneß | Bondsrepubliek Duitsland | 1. FC Nürnberg | Verkocht |

## Bundesliga

### Eindstand
|    | Club                     | Wed | Gew | Gel | Ver | Pnt | V-T   |
| -- | ------------------------ | --- | --- | --- | --- | --- | ----- |
| 1  | Hamburger SV             | 34  | 21  | 7   | 6   | 49  | 78-32 |
| 2  | VfB Stuttgart            | 34  | 20  | 8   | 6   | 48  | 73-34 |
| 3  | 1. FC Kaiserslautern     | 34  | 16  | 11  | 7   | 43  | 62-47 |
| 4  | FC Bayern München        | 34  | 16  | 8   | 10  | 40  | 69-46 |
| 5  | Eintracht Frankfurt      | 34  | 16  | 7   | 11  | 39  | 50-49 |
| 6  | 1. FC Köln               | 34  | 13  | 12  | 9   | 38  | 55-47 |
| 7  | Fortuna Düsseldorf       | 34  | 13  | 11  | 10  | 37  | 70-59 |
| 8  | VfL Bochum               | 34  | 10  | 13  | 11  | 33  | 47-46 |
| 9  | Eintracht Braunschweig   | 34  | 10  | 13  | 11  | 33  | 50-55 |
| 10 | Borussia Mönchengladbach | 34  | 12  | 8   | 14  | 32  | 50-53 |
| 11 | SV Werder Bremen         | 34  | 10  | 11  | 13  | 31  | 48-60 |
| 12 | Borussia Dortmund        | 34  | 10  | 11  | 13  | 31  | 54-70 |
| 13 | MSV Duisburg             | 34  | 12  | 6   | 16  | 30  | 43-56 |
| 14 | Hertha BSC               | 34  | 9   | 11  | 14  | 29  | 40-50 |
| 15 | FC Schalke 04            | 34  | 9   | 10  | 15  | 28  | 55-61 |
| 16 | DSC Arminia Bielefeld    | 34  | 9   | 8   | 17  | 26  | 43-56 |
| 17 | 1. FC Nürnberg           | 34  | 8   | 8   | 18  | 24  | 36-67 |
| 18 | SV Darmstadt 98          | 34  | 7   | 7   | 20  | 21  | 40-75 |

Kampioen Hamburger SV plaatste zich voor de Europacup I 1979/80
Bekerwinnaar Fortuna Düsseldorf plaatste zich voor de Europacup II 1979/80
De nummers 2, 3, 4 en 5 van de competitie, VfB Stuttgart, 1.FC Kaiserslautern, Bayern München en Eintracht Frankfurt en titelverdediger Borussia Mönchengladbach namen deel in de UEFA Cup 1979/80
DSC Arminia Bielefeld, 1.FC Nürnberg en SV Darmstadt 98 verbleven één seizoen in de Bundesliga, zij degradeerden naar de 2. Bundesliga
De kampioenen Bayer 04 Leverkusen (Nord) en TSV 1860 München (Süd) en Bayer 05 Uerdingen (na beslissingswedstrijden tegen SpVgg Bayreuth, 1-1, 2-1) promoveerden uit de 2. Bundesliga

## Afbeeldingen

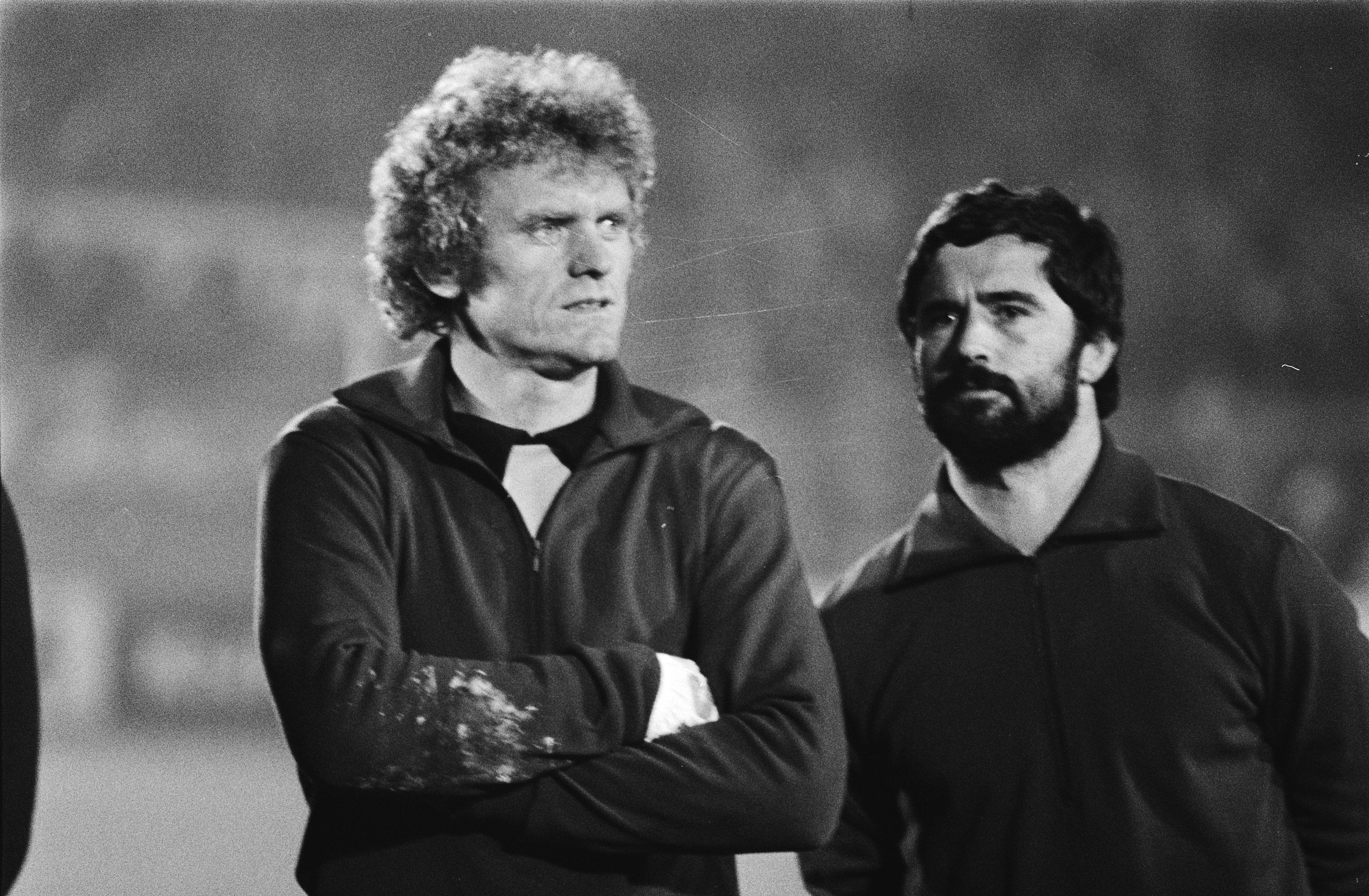
Sepp Maier (doelman)
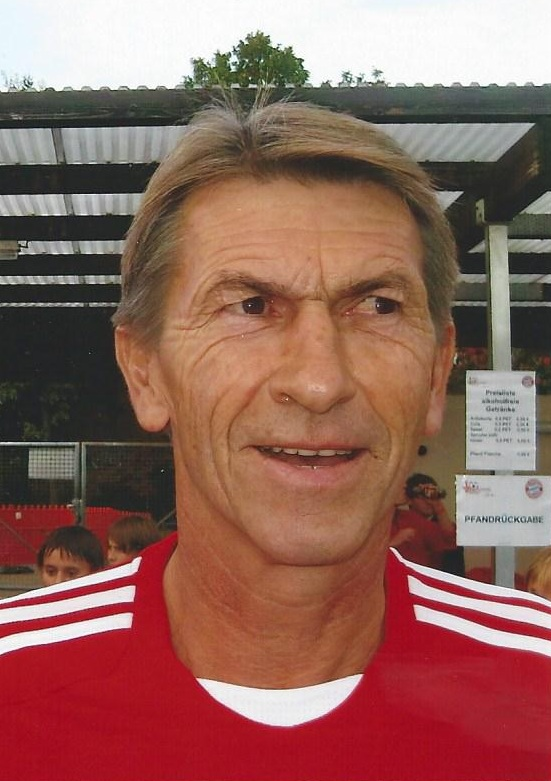
Klaus Augenthaler (verdediger)
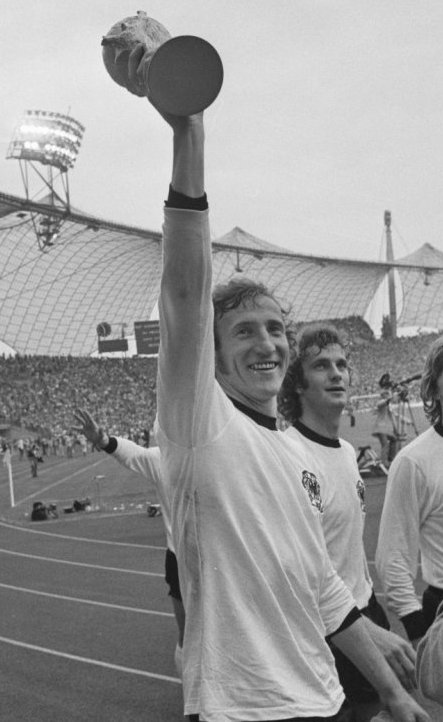
Hans-Georg Schwarzenbeck (verdediger)
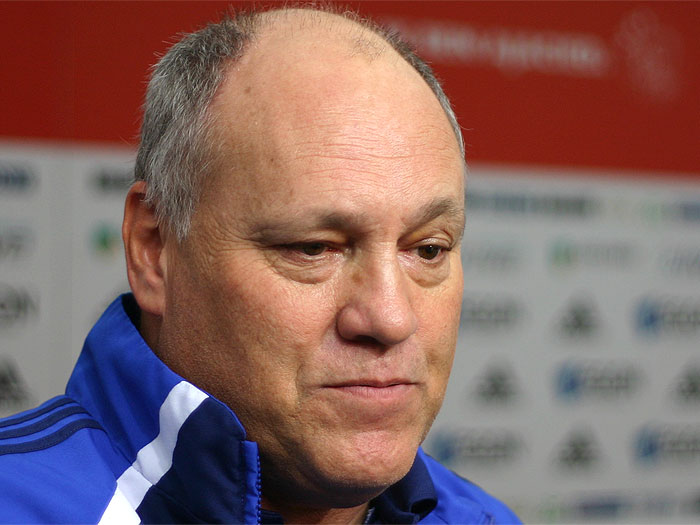
Martin Jol (verdediger)
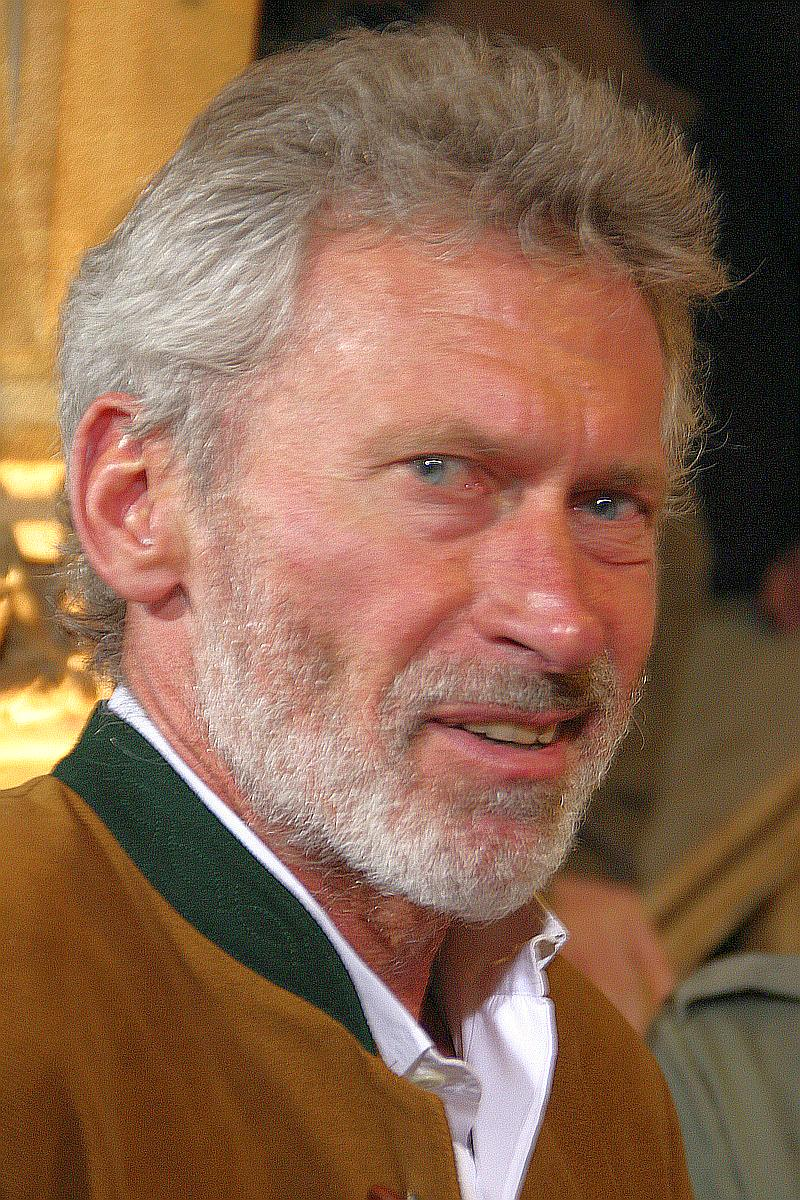
Paul Breitner (middenvelder)
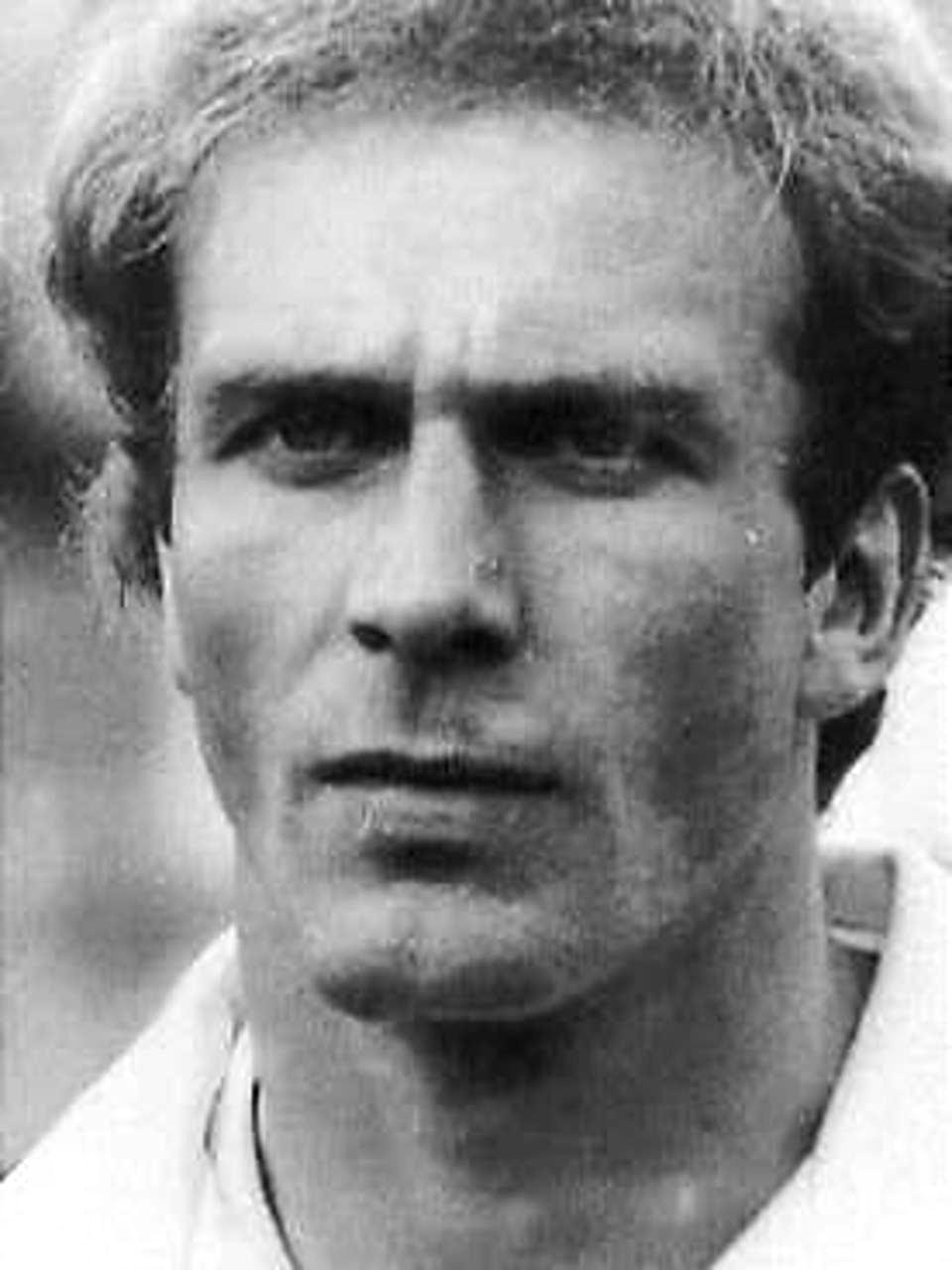
Karl-Heinz Rummenigge (aanvaller)
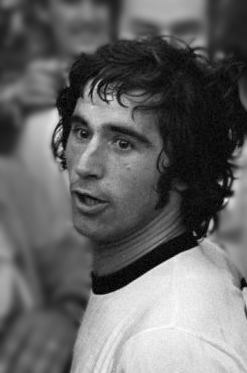
Gerd Müller (aanvaller)